# 淡紅樸麗魚
淡紅樸麗魚，為輻鰭魚綱鱸形目隆頭魚亞目慈鯛科的其中一種，分布於非洲維多利亞湖Mwanza 灣流域，體長可達8.6公分，棲息在岩石底質水域，屬肉食性，以蝸牛及昆蟲幼蟲為食，生活習性不明。

## 擴展閱讀
維基物種上的相關：淡紅樸麗魚